# Rayden (rapper 1983)
Rayden, pseudonimo di Marco Richetto (Torino, 28 aprile 1983), è un rapper e produttore discografico italiano, conosciuto anche per le sue doti di freestyler. Fa parte del trio torinese OneMic insieme a Raige e Ensi.

## Biografia
La sua carriera incomincia nel 1999, con varie collaborazioni in diversi progetti, come il gruppo Stray Doggs, formato insieme a Raige e Canebullo. Successivamente Rayden produce un EP da solista chiamato Gladiatori nell'arena. La svolta arriva nel 2003 quando, con Ensi e Raige, forma i OneMic. I tre si conoscevano già poiché due sono fratelli (Raige ed Ensi) e Rayden viveva nella stessa città, Torino. Nel 2005 esce il loro primo album, intitolato Sotto la cintura e prodotto da La Suite Records.
Nel 2007 è uscito C.A.L.M.A., il suo primo disco solista, che vanta collaborazioni con gli altri due componenti dei OneMic e artisti della scena underground italiana; nel disco fa la prima apparizione sulla scena musicale Lil' Flow, fratello minore di Ensi e Raige, che partecipa all'album nel brano La uannamaica a soli 12 anni.
Nel 2009 è uscito il suo secondo album da solista, In ogni dove, promosso dai video dei brani Nient'altro e Sangue pazzo. Due anni dopo è invece uscito il secondo album dei OneMic, Commerciale, promosso dai videoclip dei brani Commerciale, Il mare se ne frega e Scusami.
Il suo terzo album solista, L'uomo senza qualità, è uscito il 22 maggio 2012. Sono stati estratti quattro brani: Libertà, Su MTV, Impressa, Senza orari.
Il brano Le donne e il calcio è la sigla ufficiale della trasmissione Speciale Calciomercato di Sportitalia.
Rayden è stato ospite su Two Fingerz Show, una trasmissione su Hip Hop TV (canale 720 di Sky) condotta dai Two Fingerz, nella quale ha dichiarato di amare la letteratura francese.
Nel luglio 2013 esce il brano Amo la Luna, pezzo estivo con video girato al B-Fly di Loano e prodotto dalla New Italian Family. Il mese seguente ha annunciato il suo quarto disco da solista Raydeneide, uscito il 28 gennaio 2014 per Tempi Duri Records e che ha debuttato alla posizione numero 20 della classifica italiana.

## Competizioni di freestyle
| Anno | Evento                                          | Risultato         |
| ---- | ----------------------------------------------- | ----------------- |
| 2003 | BSE Winter Jam (Brescia)                        | Prima posizione   |
| 2003 | Premio Mc Giaime (Roma)                         | Seconda posizione |
| 2004 | Tecniche Perfette (Torino)                      | Seconda posizione |
| 2004 | Urban Flava national hiphop convention (Torino) | Seconda posizione |
| 2005 | Tecniche Perfette (Torino)                      | Seconda posizione |
| 2006 | 2theBeat (Bologna)                              | Terza posizione   |

## Discografia

### Da solista
Album in studio
- 2007 – C.A.L.M.A.
- 2009 – In ogni dove
- 2012 – L'uomo senza qualità
- 2014 – Raydeneide
- 2016 – Artista

Extended play
- 1999 – Gladiatori nell'arena
- 2002 – Autoritratto (con Raige)

### Con gli Stray Doggs
- 2000 – Da sempre

### Con gli OneMic
- 2005 – Sotto la cintura
- 2011 – Commerciale
- 2011 – Cane di paglia EP

### Collaborazioni
- 2006 – Rubo feat. Rayden, Jack the Smoker e Raige – Un'altra città, un'altra realtà (da Infinitebeats)
- 2006 – Raige e Zonta feat. Rayden – Dove eravamo rimasti (da Tora-Ki)
- 2007 – DJ Tsura e Luda feat. Rayden – I Luv It (Young Jeezy) (da Deadly Combination Mixtape)
- 2007 – MDT feat. Rayden e Jack the Smoker – Hardcore (da Sotto zero - The Drama Tape)
- 2007 – DJ Fede feat. Rayden, DJ Ronin e Jack the Smoker – Metamorfosi (da Vibe Session Vol. 2)
- 2008 – MDT feat. Rayden – Cyberpunx (da Grado Zero)
- 2008 – Tony Mancino feat. Rayden e Paolito – Clamore (da Special Delivery)
- 2008 – Tyre e Tommy Smoka feat. Rayden e Libo – Lickset Pt. 2 (da Jungle Fever)
- 2008 – Ensi feat. Rayden e DJ Ronin – In faccia (da Vendetta)
- 2008 – Ensi feat. Rayden e Raige – Jarro (da Vendetta)
- 2008 – Ensi feat. Rayden, Raige e Lil' Flow – Il trio tenerezza (da Vendetta)
- 2008 – ET3 feat. Rayden – Mani su (da Spegnete la TV)
- 2008 – La Congrega feat. Rayden e Raige – No Limits (da New Era)
- 2009 – Tormento feat. Rayden – Dramma (da Rabbia)
- 2009 – Diacca feat. Rayden e Jack the Smoker – Castelli di carte (da Musica veleno)
- 2009 – Raige feat. Ensi e Rayden – Di che parlo (da Zer06 - Zer08)
- 2009 – Raige feat. Ensi e Rayden – Una volta e per sempre (da Zer06 - Zer08)
- 2009 – Uzi Junker feat. Bat One e Rayden – Il gioco è chiuso (da The Luca Brasi Volume 1)
- 2009 – P-Easy feat. Egreen, Libo, Rayden, Ensi, Asher Kuno, Pula e Tommy Smoka – V.I.P. Superstarz (da V.I.P.Easy EP)
- 2009 – Uzi Junker e Coliche feat. Nak Spumanti, Baby K, Kennedy, G Soave, Rayden, Burrito, Emis Killa, Vox P, Ibo, Nasty G, Lil'Pin, Jack the Smoker, Egreen, B. Soulless, Da BP, Gabba, Asher Kuno, Marvinrave, Micro, Duellz 16 barzstatus – Il mio blocco (Posse Track) (da The Reverse EP)
- 2009 – ET3 feat. Rayden – Resti sconfitto (da Con la musica accanto)
- 2009 – Pensie feat. Rayden – Sottosuolo Starz (da U.F.O. (Underground Future Object) Mixtape)
- 2009 – Emis Killa feat. Rayden e Asher Kuno – Iniorance Boy (da Keta Music)
- 2010 – Emis Killa feat. Rayden –  Ombre (da Champagne e spine)
- 2010 – Karma Krew feat. Rayden – Più su (da Manu D - Due lati di me)
- 2010 – Johnny Marsiglia feat. Rayden e Ensi – Domani no (da Sentire non è ascoltare)
- 2011 – Primo Impatto Crew feat. Rayden e AlienOne – Cave Infamem (da Real Stuff)
- 2012 – Diacca feat. Rayden, Raige e Ensi – Atlantide (da Empatia)
- 2012 – Lady D feat. Rayden – Voglio te (da Million Dollar Lady Mixtape)
- 2012 – Anguz feat. Rayden – Senza meta (da Cuore e mente)
- 2012 – Two Fingerz feat. Dargen D'Amico, Surfa, Rayden, Coez, Rise e Primo – Mouse Music RMX
- 2012 – Curse e DJ Sin feat. Rayden, ElDoMino – Tale e quale (da Rollercoaster)
- 2012 – GionnyScandal feat. Rayden – Ti sei mai chiesto (da Mai più come te)
- 2013 – Denny La Home feat. Rayden – Bla Bla Level Up (da Chiamami mixtape vol. 2)
- 2013 – Fabio De Vincente feat. Rayden – L'unica cosa che so
- 2014 – GionnyScandal feat. Rayden – Come stai (da Gionata)
- 2014 – Paskaman feat. Rayden – Come come(te) (da Dal baffo)
- 2014 – NeroArgento feat. Rayden – Ho un amico
- 2014 – NeroArgento feat. Rayden – Nulla è impossibile
- 2014 – Bat One feat. Prez e Rayden – Reboli (da 31 sul campo)
- 2014 – Raige feat. Rayden – Nessuno (da Buongiorno L.A.)
- 2015 – Asher Kuno feat. Bat, Rayden, PrezBeat – Caniggia (da Kunetti & Friends - HallWeedWood Stories Vol. 3)
- 2016 – Exo DJ feat. Rayden, Entics, Danti, Nto, Nerone, Daniele Vit, Tormento, Vincenzo da Via Anfossi – Ultimo giorno
- 2017 – Endi feat. Diluvio, Rayden, Anna Paladino – Alcool Blues (da Sognando ancora)